# Il mio ragazzo
Il mio ragazzo (Young Donovan's Kid) è un film del 1931, oggi apparentemente perduto, diretto da Fred Niblo.
È un film drammatico statunitense con Richard Dix, Marion Shilling e Jackie Cooper. È il primo film girato da Cooper dopo il grande successo riscosso in Skippy (1931), che gli aveva valso la nomina all'Oscar. La giovane star è per la prima volta impegnata in un ruolo drammatico e non più comico, che già anticipa nel rapporto con il protagonista Richard Dix quegli elementi che decreteranno la sua consacrazione definitiva ne Il campione (1931) al fianco di Wallace Beery.

## Trama
Jim Donovan è a capo di una banda di gangster a New York negli anni venti. Quando un altro gangster, Ben Murray, viene ucciso in uno scontro a fuoco tra bande rivali, Donovan si prende cura di allevare suo figlio, Midge Murray, con l'aiuto di un sacerdote, padre Dan, e della giovane Kitty Costello. Donovan viene lentamente trasformato dall'effetto che sia Midge che Kitty hanno per lui. I due giovani si innamorano. Donovan abbandona il crimine e si impegna in un lavoro onesto.
Midge però viene portato via in una casa di correzione. Donovan è devastato e perde la testa, dichiarando guerra alle autorità. Tuttavia, Kitty riesce a placarlo. Mentre Donovan attende ora con impazienza il ritorno di Midge, Kitty viene derubata di 5.000 dollari che stava trasportando dalla ferriera alla banca. La polizia arresta Donovan, sospettandolo del furto. Donovan fugge dalla custodia della polizia e rintraccia i veri colpevoli che hanno perpetrato la rapina. Si riprende il denaro, ma nel processo è gravemente ferito in uno scontro a fuoco.
Prima di crollare, Donovan riesce a restituire i fondi rubati alla polizia. Lui e Kitty dichiarano il loro amore l'uno per l'altro, e la polizia gli promette che a breve potrà riunirsi a lei e a Midge.

## Produzione
Il film, diretto da Fred Niblo su una sceneggiatura di J. Walter Ruben e un soggetto di Rex Beach, fu prodotto da Louis Sarecky per la RKO Radio Pictures e girato a I titoli di lavorazione furono  Big Brother e Born to the Racket e  Donovan's Kid.

## Distribuzione
Il film fu distribuito con il titolo Young Donovan's Kid negli Stati Uniti dal 6 giugno 1931 (première a New York il 21 maggio 1931) al cinema dalla RKO Radio Pictures.
Altre distribuzioni:
- in Danimarca il 15 febbraio 1932 (Bandittens plejebarn)
- in Grecia (Gangster enantion gangster)
- in Italia (Il mio ragazzo)